# Donald Harper
Donald Harper   (Redwood City, 4 de juny de 1932 - Upper Arlington, 30 de novembre de 2017) fou un saltador i gimnasta estatunidenc que va competir durant la dècada de 1950.
El 1956 va prendre part en els Jocs Olímpics d'Estiu de Melbourne, on guanyà la medalla de plata en la competició del salt de trampolí de 3 metres del programa de salts.
En el seu palmarès també destaca una medalla d'or en la prova de trampolí del programa de gimnàstica dels Jocs Panamericans de 1955 i una de plata en la prova de palanca de 10 metres als de 1959.